# Peter Nikolajevič Lebedjev
Peter Nikolajevič Lebedjev [péter nikolájevič lebédjev] (rusko Пётр Никола́евич Ле́бедев), ruski fizik, * 24. februar 1866, Moskva, Rusija, † 1. marec 1912, Moskva.
Lebedjev velja za ustanovitelja ruske znanstvene fizikalne šole in je morda prvi svetovno znani ruski fizik. 

## Življenje in delo
Fizko je najprej študiral v Moskvi na višji tehniški šoli. Nadaljeval je študij pri Helmholtzu, Kohlrauschu in Kundtu na Univerzi v Strasbourgu, kjer je doktoriral leta 1891. Po vrnitvi v domovino je prejel doktorat še od domače univerze in na njej postal profesor fizike. Med letoma 1900 in 1911 je bil tako profesor na Moskovski državni univerzi (MGU).
Najbolj je znan po raziskovanju valovanja. Lebedjev je leta 1899 prvi izmeril svetlobni sevalni tlak (svetlobni tlak) na trdna telesa in leta 1907 na pline ter s tem potrdil Maxwellovo teoretično napoved iz leta 1871 in neodvisno Bartolijevo iz leta 1876.

## Priznanja

### Poimenovanja
Po njem se od 18. decembra 1934 imenuje Fizikalni inštitut Lebedjeva Ruske akademije znanosti.
Po njem se imenuje udarni krater Lebedjev (Lebedev) na temni strani Lune s koordinatama 47,3° južno; 107,8° vzhodno in premerom 102 km.